# Prase sundské
Prase sundské, také prase vousaté, kanec bradavičnatý nebo prase sundské bradavičnaté (Sus verrucosus), je druh prasete z čeledi prasatovití (Suidae) a rodu prase (Sus). Druh popsal Friedrich Boie v roce 1832. Jedná se o endemita ostrova Jáva. Jako samostatný druh mohou vystupovat populace z Baweanu a vyhynulý poddruh žil na Maduře. Samci prasat sundských mohou dosahovat hmotnosti až 150 kg, samice jsou výrazně menší. Prase sundské se velmi podobá praseti divokému. O jeho chování nebylo zjištěno dostatečné množství informací. Druh je aktivní za soumraku a žije v malých skupinkách.
Prase sundské je všežravec, živí se drobnými savci, hmyzem, ořechy, listy či spadlým ovocem, vniká rovněž na zemědělskou půdu, krade zde plodiny a způsobuje tím škody. Mezinárodní svaz ochrany přírody ho řadí mezi ohrožené druhy, nebezpečí představuje především lov a ztráta přirozeného prostředí.

## Nomenklatura
Prase sundské patří do čeledi prasatovití (Suidae) a rodu prase (Sus). Taxonomie prasatovitých je nejasná a často se mění. Jihovýchodní Asie je známá vysokou diverzitou prasatovitých, přičemž řada druhů patří mezi vysoce ohrožené. Taxonomická nestabilita ztěžuje záchranné programy pro jednotlivé druhy.
Prase sundské popsal Friedrich Boie v roce 1832. Druhové jméno verrucosus pochází z latiny a v překladu znamená bradavičnatý. U prasete sundského jsou známy celkem tři poddruhy, které hodnotí Mezinárodní svaz ochrany přírody (IUCN):
- Sus verrucosus verrucosus Boie, 1832
- Sus verrucosus blouchi Groves, 1981
- Sus verrucosus olivieri Blouch, 1998

Sus blouchi však může být lépe klasifikovat spíše na úrovni samostatného druhu. Obě populace se totiž podle studie z roku 2023 samostatně vyvíjejí více než 160 tisíc let, nikoli pouze od konce posledního glaciálu, jak se domnívaly některé starší hypotézy. Poddruh Sus verrucosus olivieri z ostrova Madura je pokládán za vyhubený. Prasata sundská se mohla samostatně vyvíjet alespoň 2 miliony let.

## Výskyt
Prase sundské je zvířetem orientální oblasti. Těžištěm jeho výskytu je ostrov Jáva, kde však jeho populace silně poklesly. Na Jávě je areál výskytu prasete sundského roztříštěn do nejméně deseti izolovaných oblastí s vhodným biotopem, i když je pravděpodobné, že by mohly velmi malé populace přežívat i v jiných areálech. Například roku 2007 byla podobná populace objevena v blízkosti města Banjar na Západní Jávě. Areál výskytu prasete sundského na Jávě zahrnuje několik chráněných oblastí, nicméně i z některých chráněných areálů tento druh vymizel. Nizozemský atlet a zoolog Andries Hoogerwerf (1970) například uvedl, že se prase sundské vyskytovalo i v Národním parku Ujung Kulon, kde již ale vyhynulo. Historický výskyt zahrnoval i ostrov Madura, kde však byla prasata taktéž vyhubena. Populace z Baweanu mohou být považovány spíše za samostatný druh; dle studie z roku 2015 zde žije 172 až 377 jedinců.
Prasata sundská dávají přednost tekovým plantážím, s roztroušenými travnatými oblastmi a sekundárními lesními porosty. Často také obývají zbytky mangrovníkových porostů a bažinatých lesů při pobřeží. Prasata sundská žijí do nadmořské výšky okolo 800 m n. m. Za to, že neobývají oblasti s vyšší nadmořskou výškou, možná může jejich malá snášenlivost nízkých teplot. V minulosti byla však pozorována až do výšky 1 500 m n. m.

## Popis

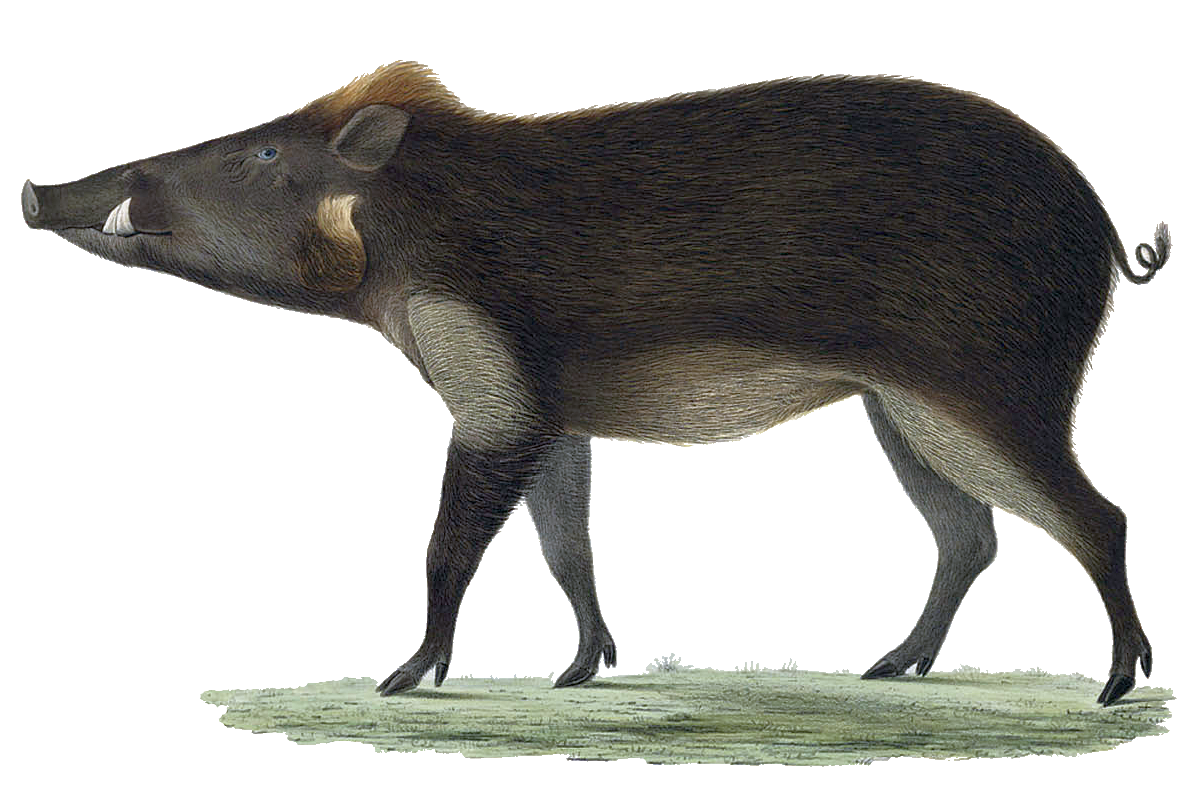
Kresba prasete sundského namalovaná H. Schlegelem

Prasata sundská váží v průměru 44 až 108 kg a měří 90 až 190 cm. Samice váží obvykle 35 až 60 kg, hmotnost samců může dosáhnout 80 až 150 kg. Délka samců činí 143–190 cm, samic pak 90–134 cm. U tohoto druhu je tedy vyvinut výrazný pohlavní dimorfismus, samci jsou větší a mají bradavice. Nohy jsou dlouhé a štíhlé, záda rovná, tlama protáhlá. Celkový zubní vzorec činí 1/3, 3/1, 1/2, 3/3. Zvláštním rozlišovacím znakem prasat sundských jsou tři páry výrůstků (bradavic) rostoucích především starým samcům pod očima, za ušima a na dolní čelisti. Jsou tvořeny chrupavkou se ztluštělou kůží a začínají růst, jakmile jedinec dosáhne hmotnosti 25 až 35 kg.
Zbarvení srsti je většinou načervenalé, z dálky mohou někteří jedinci působit černým zbarvením. Na hlavě a zadní straně krku se rozvíjí světlejší hříva, nejčastěji červenooranžové zbarvení. Na břiše je srst obvykle bílá až nažloutlá, což silně kontrastuje s obecným zbarvením hřbetu.

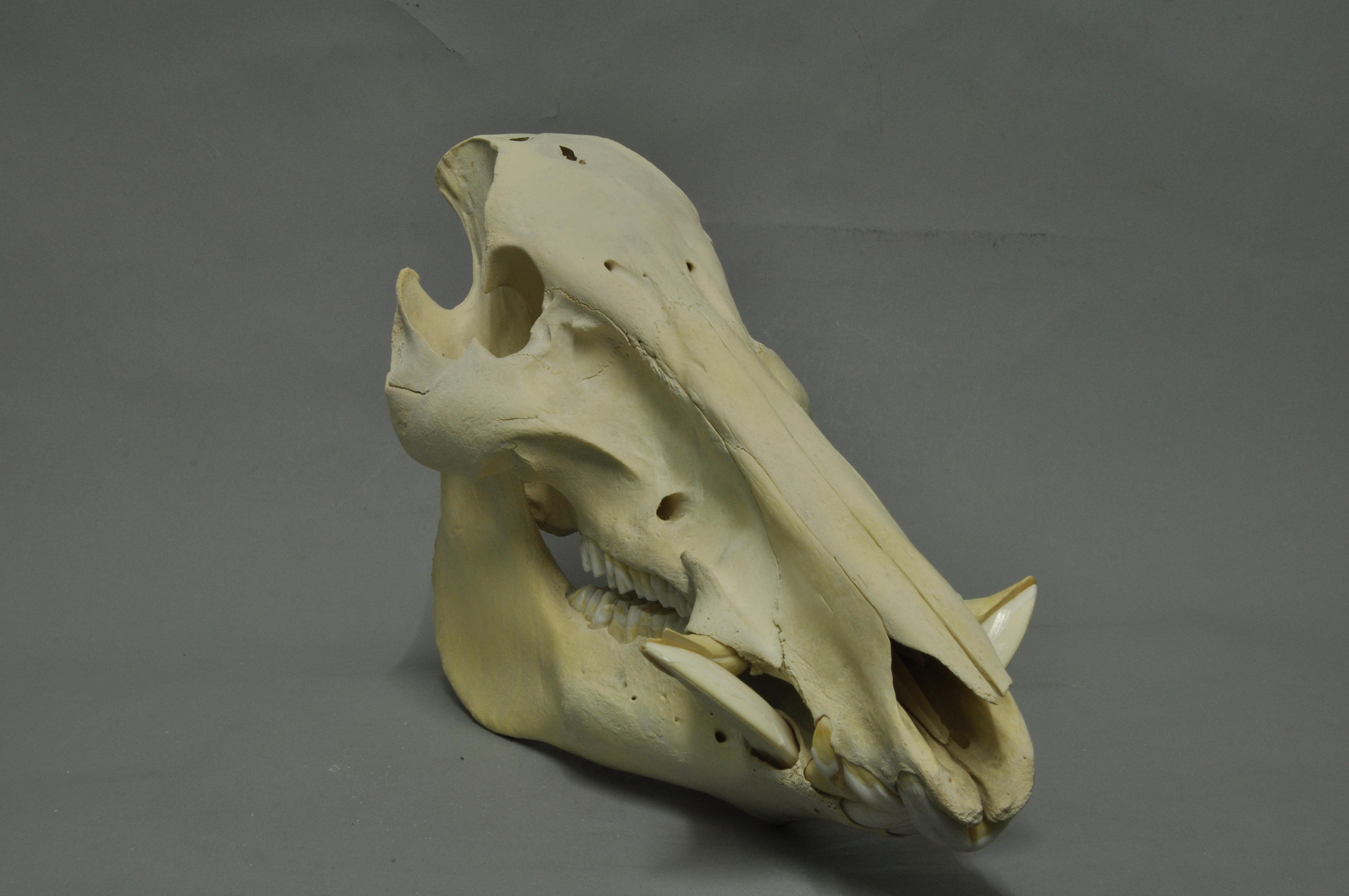
Lebka prasete sundského

Prase sundské se vzhledem podobá praseti divokému (Sus scrofa), od něhož je při zběžném pozorování prakticky k nerozeznání a k rozlišení obou druhů od sebe v terénu je nutné nabrat zkušenosti. Zvláště obtížné je rozlišení druhu u samic a mladých jedinců, kteří nemají bradavice; naopak kvůli nim je poměrně snadná identifikace u samců. Rozlišení druhu v případě samic mohou napovědět rozdíly ve velikosti. Samci prasat sundských dosahují až dvojnásobné hmotnosti ve srovnání se samicemi, přičemž u prasat divokých se podobné extrémní rozdíly ve velikostech neobjevují, a tak zatímco samci prasat divokých jsou velikostně podobní samcům prasat sundských, samice prasat divokých jsou při tomto porovnání mnohem větší než samice prasat sundských. Rozlišovacím znakem je také zbarvení; zatímco prasata sundská jsou na Jávě spíše načervenalá, prase divoké má spíše černé zbarvení, i když se mohou vyskytovat i červenohnědí jedinci. Rozlišovacím znakem je také světlé břicho u prasat sundských, zatímco druhý druh má břicho spíše tmavé. Krycí proužkování mláďat je u prasat sundských na rozdíl od prasat divokých nevýrazné.
Baweanský druh (poddruh) je menší – i co se týče rozměrů lebky – a má odlišný odstín srsti a tvar bradavic.
Divoká prasata jsou také na ostrově mnohem rozšířenější.

## Chování
O chování prasete sundského nebylo zjištěno dostatečné množství informací už i proto, že se jeho areál výskytu překrývá s areálem rozšířenějších prasat divokých a je obtížné od sebe tyto dva druhy odlišit. Prase sundské je obvykle aktivní za soumraku. Žije ve skupinkách s proměnlivým složením. Existují skupiny složené pouze ze samic, jen ze samců, ze samic a jednoho samce, nebo prasata žijí samotářsky. Větší skupiny často tvoří samice a její mláďata. Největší skupiny pozorované na Jávě se většinou skládají ze čtyř až šesti prasat, avšak existují záznamy o skupinách, které byly tvořeny až 20 jedinci. O velikosti teritoria nebyly zjištěny téměř žádné informace.
V případě možného nebezpečí vydávají prasata pronikavý pískot, aby tím varovala ostatní. Při napadení zježí srst na hřbetě a zvednou ocas. Jedinci mezi sebou komunikují pomocí vizuálních gest a také vzájemnými dotyky.

### Potrava
Prase sundské je všežravec. Skladba jeho potravy přibližně odpovídá skladbě potravy prasete divokého. Její živočišnou část tvoří drobní savci, červi a hmyz, z rostlin pojídá například listy, kořeny, kůru stromů, semena nebo ořechy, konzumuje rovněž spadlé ovoce. Významně preferuje rýži, kvůli níž vniká na zemědělské pozemky, kde způsobuje značné škody. Rovněž proniká na pole kukuřice a manioku.

### Rozmnožování
O rozmnožování prasete sundského jsou známy pouze kusé informace. Další druhy prasat z rodu Sus jsou polygamní a samci o samice svádějí souboje. Rozmnožování prasat sundských probíhá jednou ročně od září do listopadu. Těsně před porodem si samice staví záleh vystlaný listy, ve kterém porodí. Porody začínají v období dešťů, nejčastěji mezi lednem až březnem, existují však zmínky od místních lovců, kteří uvádějí, že nejčastěji lze pozorovat samice s mláďaty mezi srpnem a prosincem. Po zhruba 120 dnech březosti se samici v zálehu narodí 3–9 mláďat.
V rámci prasat z rodu Sus se poporodní hmotnost pohybuje v rozmezí od 500 do 1 500 g. Samice se o nově narozené jedince starají společně. Odstav od mateřského mléka nastává ve srovnání s ostatními prasaty ve 3 až 4 měsících života mláďat. Pohlavní dospělosti samice dosahují pravděpodobně v 8 měsících, ale většina z nich se začne rozmnožovat až v 1,5 roce. Samci se páří ještě později, asi v 5 letech, kdy už jsou plně vzrostlí a mohou soupeřit o samice.
Prasata sundská se mohou dožít až 18 let, avšak průměrná délka života ve volné přírodě je kratší a činí asi 8 let.
Vzhledem k tomu, že prase sundské i prase divoké mají stejný počet chromozomů (38), je možná jejich vzájemná hybridizace.

### Predátoři a parazité
Mezi přirozené nepřátele prasat sundských patří dhoulové (Cuon alpinus), levharti (Panthera pardus melas) a řadili se mezi ně i vyhynulí tygři jávští (Panthera tigris sondaica). Při výzkumu chovaných jedinců v surabajské zoo byli jako paraziti objeveny hlístice z rodu Oesophagostomum, škrkavkovití, prvoci z rodu Eimeria a vakovka lidská (Balantidium coli).

## Vztah s lidmi

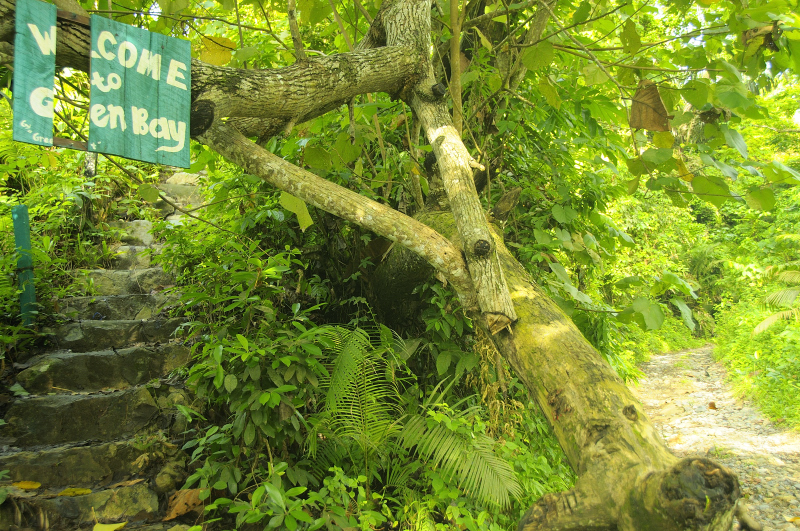
Národní park Meru Betiri, kde je tento druh chráněn

Úbytek prasat sundských nastal po druhé světové válce, kdy na Jávě a přilehlých ostrovech došlo k nárůstu lidské populace a s tím spojených vlivů na přirozené prostředí a místní faunu. Následkem téměř úplné deforestace došlo k vyhynutí populací prasat sundských na ostrově Madura, přičemž masivnímu odlesňování se nevyhnuly ani nížinaté areály Jávy a Baweanu. Na konci 70. let 20. století byl druh považován za téměř vyhubený, nicméně v roce 1981 byla malá populace objevena na svazích hory Penanggungan na východě Jávy, a terénní studie z roku 1982 objevila několik roztříštěných populací napříč ostrovem. Důležitý biotop pro prasata sundská představují tekové lesy. Po indonéském politickém otřesu z let 1996–1998 začalo docházet k nelegální těžbě tekového dřeva, což se zřejmě negativně podepsalo na populacích prasat.
Jako jedna z potenciálních hrozeb pro prasata sundská byla považována hybridizace a konkurence s divokými prasaty, nicméně o tom existuje pouze málo přímých důkazů. Například na ostrově Baewan nebylo během terénního výzkumu v roce 2015 zjištěno ani jedno prase divoké a obecně se zdá, že se tyto dva druhy navzájem vyhýbají a dosahují nejvyšší hustoty populace tam, kde druhý druh chybí.
Rozrůstající se lidská populace je spojená také s lovem, který představuje zřejmě nejvýznamnější hrozbu. Lovci užívají střelných zbraní, psů či pastí, obzvláště rozšířené je také kladení otrávených návnad. Za jednu noc může být prý otráveno 10 až 40 prasat, či průměrně přes 100 kusů týdně. Kvůli nelegálním otravám vymizela velká část populace prasat mezi Semarangem a Surabajou, stejná činnost je problematická i v provincii Západní Jáva, Pembarisan Hills a dalších regionech, přičemž probíhá i navzdory zákonům. Prasata jsou zabíjena za účelem ochrany plodin, avšak velká část těchto otrav se provádí spíše za účelem prodeje masa. Na ostrově Bawean jsou prasata sundská lovena křesťanskými přistěhovalci z ostrova Sumatra; původní muslimské obyvatelstvo je nezabíjelo.
Prase sundské je jedním z nejohroženějších druhů prasat na světě. Dle Mezinárodního svazu ochrany přírody je prase sundské hodnoceno jako ohrožený taxon (včetně baweanského poddruhu/druhu) s klesající populací, která dramatický pokles zaznamenala po roce 1980, během let 1998–2016 klesla asi o polovinu, přesná čísla nejsou známa.
Prasata sundská se v malých počtech vyskytují v několika chráněných územích; bylo navrženo (1993) vytvořit další. Poddruh S. v. verrucosus žije v Přírodní rezervaci Leuweung Sancang o rozloze 20 km2, v Přírodní rezervaci Nusakambangan o rozloze 9,3 km2 a Národním parku Meru Betiri o rozloze 500 km2. Poddruh S. v. blouchi obývající Bawean se vyskytuje v Přírodní rezervaci Bawean Island, mající rozlohu 45 km2. V roce 2006 byl doporučen chov prasat sundských v zajetí, který by měl pomoci ve studiu druhu a posílit volně žijící populace vysazením odchovaných kusů. Úspěšný chovný program probíhá v Centru pro divokou zvěř Cikananga. Mezinárodní svaz ochrany přírody považuje za naléhavé určit vhodné lokality pro zpětnou reintrodukci, nejspíše v dobře spravovaných chráněných oblastech nebo na neobydlených pobřežních ostrovech, kde by nedocházelo k dalším konfliktům mezi prasaty a lidskou populací.